# Родригес Карабальо, Хесус
Хесу́с Родри́гес Караба́льо (исп. Jesús Rodríguez Caraballo; род. 21 ноября 2005, Алькала-де-Гвадаира) — испанский футболист, вингер итальянского клуба «Комо».

## Клубная карьера
Родригес — воспитанник клубов «Нервион», «Калавера» и «Бетис». 1 октября 2023 года в поединке против дублёров «Севильи» игрок дебютировал за дублирующий состав последних в Втором дивизионе Испании.

## Карьера в сборной
В 2024 году в составе юношеской сборной Испании Родригес принял участие в юношеском чемпионате Европы в Северной Ирландии. На турнире он сыграл в матчах против сборных Дании, Турции, Италии и Франции.

## Достижения
Сборная Испании (до 19 лет)
- Победитель чемпионата Европы (до 19 лет): 2024